# Monuments nubians des d'Abu Simbel fins a Files
Monuments nubians des d'Abu Simbel fins a Files, també coneguts com a museu a l'aire lliure de Núbia i Assuan, és la denominació donada per la UNESCO al grup de monuments de l'antic Egipte situats al llarg del Nil des d'Assuan a Egipte fins a les cascades de Dal al Sudan, a la regió de Núbia. Molts d'aquests monuments van ser desplaçats davant la decisió el 1954 de la construcció de la resclosa d'Assuan i la conseqüent crescuda del Nil, durant la Campanya internacional per a la salvaguarda dels monuments de Núbia auspiciada per la UNESCO que va començar el 1960 i es va acabar el 1980. El conjunt va ser declarat Patrimoni de la Humanitat el 1979.

## Llocs
La UNESCO en la tercera sessió del Comité del 22 al 26 d'octubre de 1979 va nomenar Patrimoni de la Humanitat deu localitzacions i entorn de 374,48 hectàrees.
| Identificador | Nom/Localització                 | Extensió (ha) | Imatge |
| ------------- | -------------------------------- | ------------- | ------ |
| 88-001        | Abu Simbel                       | 41,7          |        |
| 88-002        | Amada                            | 105,96        |        |
| 88-003        | Wadi al-Sabua                    | 139,3         |        |
| 88-004        | Kalabsha                         | 8,07          |        |
| 88-005        | Illa de Files (illa d'Agilkia)   | 3,08          |        |
| 88-006        | Tombes de l'Imperi Antic i Mitjà | 32,68         |        |
| 88-007        | Ruïnes de la ciutat d'Elefantina | 8,52          |        |
| 88-008        | Pedreres i obelisc               | 4,34          |        |
| 88-009        | Monestir de Sant Simeó           | 2,78          |        |
| 88-010        | Cementiri islàmic                | 28,05         |        |